# Xenija Michailowna Muratowa
Xenija Michailowna Muratowa (französisch: Xenia Muratova; russisch: Ксения Михайловна Муратова; * 25. November 1940 in Moskau, Russische SFSR, Sowjetunion; † 24. November 2019 in Paris, Frankreich) war eine russische Kunsthistorikerin, die international auf dem Gebiet der Mediävistik tätig war.

## Leben
Xenija Michailowna Muratowa wurde 1940 in Moskau als Tochter des Professors für Geologie, Michail Muratow, und der Archäologin Irina Iwanowa geboren. Sie ist verwandt mit dem russischen Kunsthistoriker Pawel Muratow, mit dessen Nachlass sie sich beschäftigte und zu dessen Ehren sie das Pavel Muratov International Centre Of Studies in Rom gründete.
Im Jahr 1963 absolvierte sie den Master-of-Arts-Abschluss an der historischen Fakultät der Lomonossow-Universität Moskau, wo sie in den nachfolgenden Jahren die Kunst des westeuropäischen Mittelalters und der Renaissance unterrichtete. 1985 folgte die Promotion zum Thema „Mirabilia Naturae : bestiaires dans l’enluminure médiévale de l’Occident“ in Paris.
Anfang der 1970er-Jahre emigrierte Muratowa zusammen mit ihrem Mann, dem Künstler Francesco Miele, nach Rom. Später folgte ein Umzug nach Paris.
Muratowa unterrichtete an renommierten französischen Universitäten, wie an der Universität Paris-Nanterre und an der Universität Rennes 2.
Sie verfasste zahlreiche Werke zur Kunst des europäischen Mittelalters, wie z. B. „Das mittelalterliche Bestiarium“ (1984), „Meister der französischen Gotik XII–XIII“ (1988), „Storia universale dell’arte. L’alto Medioevo. I secoli X e XI“ (2002), „L’Alto Medioevo. Il secolo XII“ (2005) sowie die Monografien über russische Kunst des 20. Jahrhunderts: „L’art en Russie“ (1991) und „La Russie inconnue: l’art russe de la première moitié du XXe siècle. Chefs-d’œuvre de la Collection Tatiana et Georges Khatsenkov“ (2015).

## Wirken
Muratowa veröffentlichte über 400 wissenschaftliche Publikationen zur Kunst des westeuropäischen Mittelalters sowie zur russischen Kunst der ersten Hälfte des 20. Jahrhunderts.
Sie war auch als Kunstsammlerin tätig und sammelte zahlreiche Werke namhafter westeuropäischer Maler des 20. Jahrhunderts.
Sie war Stipendiatin der Alexander-von-Humboldt-Stiftung in Bonn, Vorsitzende des Pavel Muratov International Centre Of Studies, Universitätsprofessorin, Mitglied der Association Internationale des Critiques d’Art, des International Center Medieval Art, des Committee Francais d’Histoire de l’Art, der Società internazionale di Storia della miniatura, der Société nationale des antiquaires de France, der Société française d’archéologie, der Société de l’histoire de l’art français und der Society for the Study of the Crusades and the Latin East.